# The Picture of Dorian Gray (1945)
The Picture of Dorian Gray is een Amerikaanse horror-dramafilm uit 1945, gebaseerd op het boek Het portret van Dorian Gray. De film werd uitgebracht door Metro-Goldwyn-Mayer.

## Verhaal
Een jonge, knappe man genaamd Dorian Gray verkoopt zijn ziel in ruil voor een magisch schilderij van zichzelf. Dit schilderij zal in zijn plaats ouder worden en er zo voor zorgen dat Dorian eeuwig jong en knap blijft. Al snel blijkt echter dat Dorian zonder zijn ziel niet van het leven kan genieten.
Over de jaren begaat Dorian steeds meer wandaden. Hij zelf blijft er knap uitzien, maar zijn schilderij spreekt boekdelen daar de Dorian op het schilderij steeds lelijker en ouder wordt. Dorian houdt het schilderij goed verborgen op zolder. Zijn eeuwige jeugd gaat echter niet onopgemerkt.

## Rolverdeling

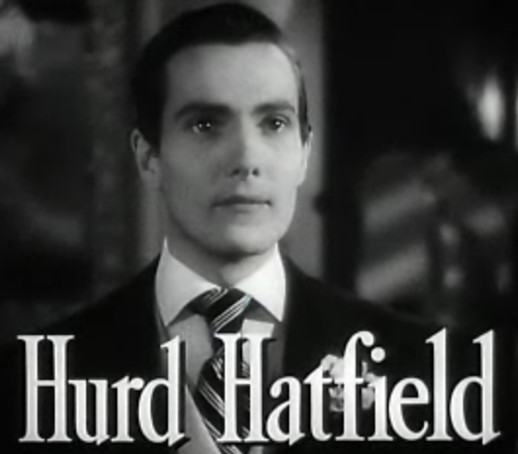
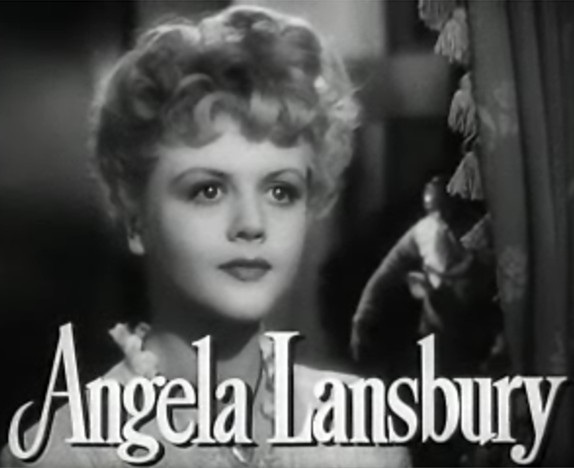
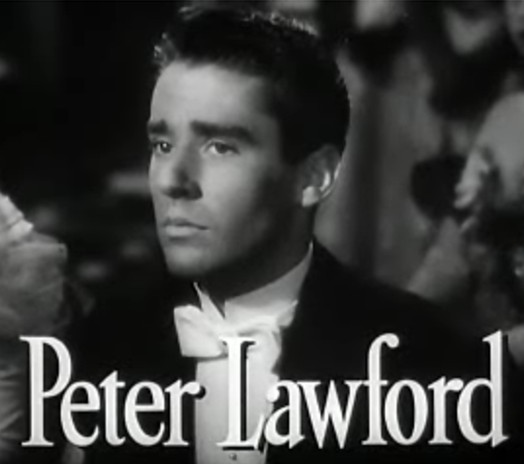
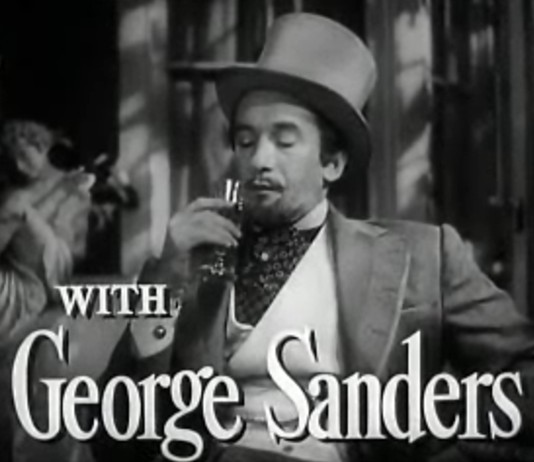
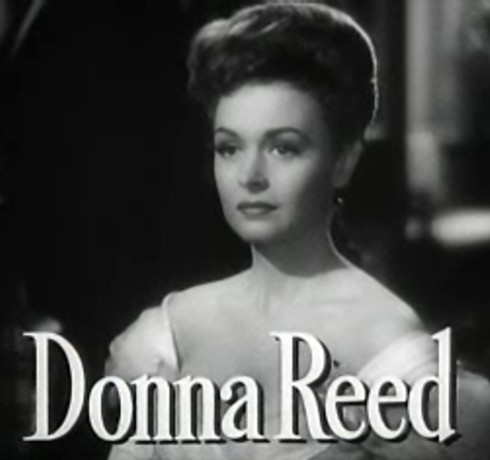

| Acteur          | Personage          |
| --------------- | ------------------ |
| George Sanders  | Lord Henry Wotton  |
| Hurd Hatfield   | Dorian Gray        |
| Donna Reed      | Gladys Hallward    |
| Angela Lansbury | Sibyl Vane         |
| Peter Lawford   | David Stone        |
| Lowell Gilmore  | Basil Hallward     |
| Richard Fraser  | James Vane         |
| Douglas Walton  | Allen Campbell     |
| Morton Lowry    | Adrian Singleton   |
| Miles Mander    | Sir Robert Bentley |

## Achtergrond
De film is vooral opgenomen in zwart-wit, maar bevat een aantal scènes in technicolor. Deze werden vooral gebruikt voor de shots van Dorian’s schilderij dat langzaam vergaat. Dit schilderij werd voor de film gemaakt door Henrique Medina.

## Prijzen en nominaties
In 1946 werd “The Picture of Dorian Gray” genomineerd voor 5 prijzen, waarvan hij er drie won:
- De Academy Award voor beste cinematografie – gewonnen
- De Academy Award voor beste actrice in een bijrol (Angela Lansbury)
- De Academy Award voor Best Art Direction-Interior Decoration, Black-and-White
- De Golden Globe voor beste vrouwelijke bijrol (Angela Lansbury) – gewonnen
- De Hugo Award voor Best Dramatic Presentation – gewonnen